# John Eliot (médecin)
Sir John Eliot, 1er Baronnet (1736 à Édimbourg, Écosse - 1786 à Brocket Hall, dans l'Hertfordshire) est un médecin écossais.

## Biographie
Son père exerce la profession d'avocat. Après une éducation initiale sous la férule de Nathaniel Jesse, il devient l'assistant d'un apothicaire londonien. Il s'embarque ensuite comme chirurgien à bord d'un navire corsaire. Ayant reçu un pécule pour ses services, il décide de devenir médecin. Reçu docteur à l'Université de St Andrews le 6 novembre 1759, il est admis comme licencié par le Collège royal de médecine de Londres, le 30 septembre 1762. Un confrère écossais, Sir William Duncan, alors médecin du Roi, lui apporte son aide, et il obtient rapidement de gros revenus. En 1776, il est adoubé et élevé au titre de baronnet le 15 juillet 1778. Il devient ensuite médecin du Prince de Galles.
Alors qu'il veille le Prince malade, en 1786, Eliot raconte à la Reine Charlotte qu'il a prêché au Prince contre l'intempérance "comme l'aurait fait n'importe quel évêque", à quoi la Reine lui répond "et probablement avec le même succès". Le 19 octobre 1771, il épouse Grace Dalrymple, qui s'enfuit en 1774 avec Arthur Annesley, Lord Valentia, 1er comte de Mountnorris. Eliot obtient 12000 livres de dommages.
Il habite la Great Marlborough Street, à Londres. Il meurt le 7 novembre 1786 au château de Brocket Hall, Hertfordshire, chez son ami Peniston Lamb (1er vicomte Melbourne). Il est enterré dans l'église paroissiale de Bishops Hatfield, et une plaque à sa mémoire, portant quelques lignes d'Edward Jerningham, est offerte par son oncle, William Davidson.